# Световно първенство по шахмат 1897
Световното първенство по шахмат през 1897 г. се провежда под формата на мач-реванш между действащия световен шампион Емануел Ласкер и загубилия мача от 1894 г. Вилхелм Щайниц. Играе се в Москва между 6 ноември 1896 и 14 януари 1897 г. 
По регламент победител е играчът, който спечели първи десет партии. Ласкер печели първите 4 партии, а след 11-та партия убедително води със 7:0 победи. Едва тогава Щайниц успява да спечели две последователни игри, но силите му стигат до тук – от следващите 4 партии той губи три. Ласкер побеждава в мача след 17 партии, като печели 10, губи 2, а 5 завършват реми, и запазва титлата си.
В този мач разликата във възрастта на двамата играчи е най-високата в историята на световните първенства по шахмат – Щайниц е с 32 години по-възрастен от Ласкер.
4 седмици след мача Щайниц постъпва в психиатрична клиника. Не се възстановява и почива през 1900 г.

## Резултати
|                | 1 | 2 | 3 | 4 | 5 | 6 | 7 | 8 | 9 | 10 | 11 | 12 | 13 | 14 | 15 | 16 | 17 | Победи |
| -------------- | - | - | - | - | - | - | - | - | - | -- | -- | -- | -- | -- | -- | -- | -- | ------ |
| Вилхелм Щайниц | 0 | 0 | 0 | 0 | = | 0 | = | = | = | 0  | 0  | 1  | 1  | 0  | =  | 0  | 0  | 2      |
| Емануел Ласкер | 1 | 1 | 1 | 1 | = | 1 | = | = | = | 1  | 1  | 0  | 0  | 1  | =  | 1  | 1  | 10     |